# Jornada (teatro)
Jornada es el nombre con el que se designaban en el Siglo de Oro los actos en que se dividían las comedias, aunque ambas denominaciones se alternaban.
El número de jornadas de que constaban las obras en el siglo XVI fue evolucionando hasta su definitiva fijación en tres. Aunque Miguel de Cervantes se atribuya haber reducido a tres el número de jornadas, hacia 1535 aparece, por primera vez, la división en tres actos en el anónimo Auto de Clarindo, y posteriormente en la Comedia Florisea (1551) de Francisco de Avendaño, pero no llega a establecerse como habitual hasta finales del siglo XVI. Son los autores del XVII, como Lope de Vega, quienes la convierten en normativa.